# Marie-Pier Pinault-Reid
Pas d'image ? Cliquez ici

a Compétitions nationales et continentales officielles uniquement.

b Matchs officiels uniquement.
Dernière mise à jour le 2 août 2014.
Marie-Pier Pinault-Reid, née le 20 décembre 1988, est une joueuse canadienne de rugby à XV, occupant le poste de pilier en équipe du Canada de rugby à XV féminin.
Elle est une joueuse de rugby de l'Université de Laval, au Québec.
Elle débute en Équipe du Canada de rugby à XV féminin en 2011 pour disputer la Coupe des Nations.
Elle est appelée en 2012 en équipe nationale du Canada pour un rassemblement de 40 joueuses du 28 juillet au 6 août à Shawnigan Lake en Colombie-Britannique. Elle a alors quitté le Canada et suspendu ses études de médecine pour signer au RC Lons, championne de France en titre.
Elle dispute la Coupe des Nations, en août 2013, au Colorado, avec l'Équipe du Canada de rugby à XV féminin.
Elle est retenue pour disputer la Coupe du monde féminine de rugby à XV 2014 après une tournée dans l'hémisphère Sud (victoire 22-0 face aux Australiennes, deux revers face à la Nouvelle-Zélande 16-8 et 33-21).
Elle dispute les trois matchs de poule, deux comme titulaire au poste de pilier et l'autre comme remplaçante entrée en jeu. Le Canada se qualifie pour les demi-finales après deux victoires et un match nul concédé contre l'Angleterre 13-13.
Le Canada se qualifie pour la finale après avoir battu la France 18-16. C'est la première fois que le Canada parvient à ce stade de la compétition et c'est seulement la quatrième nation à réaliser cette performance.

## Palmarès
(au 02.08.2014)
- sélections en Équipe du Canada de rugby à XV féminin
- participation à la Coupe du monde féminine de rugby à XV 2014